# Engaruka
Engaruka es uno de los sitios arqueológicos más importantes de Tanzania (África), datado en la Edad del Hierro africana tardía (siglos XV - XVI d. C.). Está situado en el Gran Valle del Rift e incluye siete poblaciones considerables y las ruinas de un complejo sistema pétreo de irrigación ligado a un canal de uso agrícola. Está situado a unos 60 kilómetros de Mto Wa Mbu, en la frontera de la sabana.
El sitio fue excavado por Hans Reck a principios del siglo XX, y en los últimos años por Ari Siiriäinen (de la Universidad de Helsinki y la Academia de Finlandia), como parte de un proyecto sobre cultura ecológica de la sabana africana oriental.
Además del sitio arqueológico Engaruka es también una población actualmente habitada y situada cerca de las ruinas, junto a un río. A pesar de contar con casas de barro y paja es un destino turístico a causa del paisaje y las ruinas. Allí se levanta una fortificación masái.

## Características e historia de las ruinas
Hacia finales de la Edad del Hierro se asentó en el Valle del Rift una comunidad de agricultores, formando un área en la que se continuaban linealmente una serie de aldeas en las que llegaron a habitar miles de personas. Desarrollaron un sistema de irrigación y cultivación intrincado en torno a un canal construido con bloques de piedra, que traía agua desde el llamado "Cráter de las Tierras Altas" para su uso en las terrazas practicadas en las pendientes a efectos del cultivo. Se tomaron medidas para prevenir la erosión del suelo a causa del agua, y la fertilidad de la tierra se vio incrementada por el uso de nuevas técnicas. 
Engaruka fue abandonado durante la primera mitad del siglo XIX por razones desconocidas. Aún hoy se desconoce la identidad de sus fundadores, responsables del ingenioso sistema de riego, así como los motivos que motivaron el abandono del lugar. Algunos señalan como sus habitantes a los sonjo, una etnia que habita a unos 100 km al noroeste y que desarrolló sistemas de irrigación y agricultura semejantes, así como tres poblaciones escalonadas en terrazas como las de Engaruka. Esta teoría es la que goza de mayor credibilidad, ya que sus enclaves fueron determinados por el empuje de los masái.
Las investigaciones contemporáneas han arrojado luz sobre el pasado temprano de la región (Edad de Piedra media y neolítica)